# Шевченко (Бойківська селищна громада)
Шевче́нко — село в Україні, у Бойківській громаді Кальміуського району Донецької області. Населення становить 205 осіб.

## Географія
У селі бере початок Балка Водяна.

## Загальні відомості
Відстань до райцентру становить близько 10 км і проходить переважно автошляхом Т 0519. У селі працює двоповерхова загальноосвітня школа.
Перебуває на території, яка тимчасово окупована російськими терористичними військами.

## Населення
За даними перепису 2001 року населення села становило 205 осіб, із них 90,73 % зазначили рідною мову українську та 9,27 % — російську.